# Lower Gravenhurst
Lower Gravenhurst – wieś w Anglii, w hrabstwie Bedfordshire, w dystrykcie Central Bedfordshire, w civil parish Gravenhurst. Leży 15 km od miasta Bedford. W 1881 roku civil parish liczyła 79 mieszkańców.